# Anua overlaeti
Anua overlaeti är en fjärilsart som beskrevs av Emilio Berio 1956. Anua overlaeti ingår i släktet Anua och familjen nattflyn. Inga underarter finns listade i Catalogue of Life.